# Kateřina Švédská
Kateřina Švédská (10. listopadu 1584, Nyköping – 13. prosince 1638, Västerås) byla dcerou švédského krále Karla IX. a jeho první manželky Marie Kristýny Falcké.
11. června 1615 se provdala za Kazimíra Falcko-Zweibruckenského a stala se matkou pozdějšího švédského krále Karla X. Gustava. Na její počest je po ní pojmenován kostel ve Stockholmu – Katarina kyrka.
Kateřina pocházela ze švédské královské dynastie Vasů a byla vnučkou prvního švédského krále Gustava I. Vasy, který vládl po skončení nadvlády Dánského království - Kalmarská unie.
Po vymření dynastie po meči se vlády ve Švédském království ujala dcera jejího bratra Gustava II. Adolfa, Kristýna I. Mladá královna se však nevdala a za svého nástupce prohlásila Kateřinina syna Karla Gustava, který se po její abdikaci roku 1654 stal králem.

## Život
Princezna Kateřina se narodila 10. listopadu 1584 na hradě v Nyköpingu, jako dcera vévody ze Södermanlandu Karla a jeho manželky Marie Kristýny, která zemřela roku 1589. Po její smrti se usadil na zámku Gripsholm a o tři roky později se podruhé oženil s Kristinou Holsteinsko-Gottorpskou. Kateřina vycházela s macechou dobře a tento vztah přenesla i na své mladší, nevlastní sourozence.
V kruhu rodiny žila Kateřina až do svých 31. let, pak se 11. června 1615 provdala za Kazimíra Falcko-Zweibrukenského. Manželé pobývali ve Švédsku do roku 1617, kdy se vydali na cestu do Německa. O pár let později roku 1622 se Kateřina s rodinou vrátila do Švédska, protože císařská armáda potlačila protestantský odpor v Německu za třicetileté války, a usadila se na zámku Stegeborg.
Během třicetileté války, kdy její bratr král Gustav II. Adolf a jeho manželka královna Marie Eleonora pobývali v Evropě, se Kateřina starala o jejich dceru Kristýnu. Po smrti Gustava Adolfa roku 1633 trpěla královna Marie Eleonora dlouho depresemi, proto se o tři roky později roku 1636 rozhodl kancléř a regent Axel Oxenstierna odebrat princeznu a dědičku trůnu Kristýnu matce a svěřit ji do opatrování laskavé tety Kateřiny, která s rodinou přesídlila do Stockholmu.
Princezna Kateřina zemřela 13. prosince 1638 ve Västerås.

## Potomci
11. června 1615 se provdala za Kazimíra Falcko-Zweibruckenského, s nímž měla osm dětí.
- Kristýna Magdalena Falcko-Zweibrückenská (27. května 1616 – 14. srpna 1662), ⚭ 1642 Fridrich VI. Bádensko-Durlašský (16. listopadu 1617 – 10./31. ledna 1677), bádensko-durlašský markrabě
- Karel Fridrich (13. července 1618 – 13. září 1619)
- Alžběta Amálie (11. září 1619 – 2. července 1628)
- Karel X. Gustav (8. listopadu 1622 – 13. února 1660), švédský král od roku 1654 až do své smrti, ⚭ 1654 Hedvika Eleonora Holštýnsko-Gottorpská (23. října 1636 – 24. listopadu 1715)
- Marie Eufrozýna Falcká (14. února 1625 – 24. října 1687), ⚭ 1647 hrabě Magnus Gabriel De la Gardie (15. října 1622 – 26. dubna 1686)
- Eleonora Kateřina Falcká (17. května 1626 – 3. března 1692), ⚭ 1646 lankrabě Fridrich Hesensko-Eschwegský (9. května 1617 – 24. září 1655), lankrabě hesensko-eschwegský
- Adolf Jan I. Falcký (11. října 1629 – 14. října 1689), falckrabě z Kleeburgu, vévoda ze Stegeborgu
⚭ 1649 Elsa Beata Brahe (1629–1653)
⚭ 1661 Elsa Alžběta Brahe (29. ledna 1632 – 24. února 1689)

## Vývod z předků
|                  |                                          |  |                            |                                   |  |  |  |  |  |  |  | Johan Kristiernsson Vasa |
|                  |                                          |  |                            |                                   |  |  |  |  |  |  |  |                          |
|                  | Erik Johansson                           |  |                            |                                   |  |  |  |  |  |  |  |                          |
|                  |                                          |  |                            |                                   |  |  |  |  |  |  |  |                          |
|                  |                                          |  |                            | Birgitta Gustafsdotter Sture      |  |  |  |  |  |  |  |                          |
|                  |                                          |  |                            |                                   |  |  |  |  |  |  |  |                          |
|                  | Gustav I. Vasa                           |  |                            |                                   |  |  |  |  |  |  |  |                          |
|                  |                                          |  |                            |                                   |  |  |  |  |  |  |  |                          |
|                  |                                          |  |                            | Magnus Karlsson Eka               |  |  |  |  |  |  |  |                          |
|                  |                                          |  |                            |                                   |  |  |  |  |  |  |  |                          |
|                  | Cecilia Månsdotterová                    |  |                            |                                   |  |  |  |  |  |  |  |                          |
|                  |                                          |  |                            |                                   |  |  |  |  |  |  |  |                          |
|                  |                                          |  |                            | Sigrid Eskilsdotter Banér         |  |  |  |  |  |  |  |                          |
|                  |                                          |  |                            |                                   |  |  |  |  |  |  |  |                          |
|                  | Karel IX. Švédský                        |  |                            |                                   |  |  |  |  |  |  |  |                          |
|                  |                                          |  |                            |                                   |  |  |  |  |  |  |  |                          |
|                  |                                          |  |                            | Abraham Kristiernsson             |  |  |  |  |  |  |  |                          |
|                  |                                          |  |                            |                                   |  |  |  |  |  |  |  |                          |
|                  | Erik Abrahamsson Leijonhufvud            |  |                            |                                   |  |  |  |  |  |  |  |                          |
|                  |                                          |  |                            |                                   |  |  |  |  |  |  |  |                          |
|                  |                                          |  |                            | Birgitta Månsdotter               |  |  |  |  |  |  |  |                          |
|                  |                                          |  |                            |                                   |  |  |  |  |  |  |  |                          |
|                  | Markéta Eriksdotter Leijonhufvud         |  |                            |                                   |  |  |  |  |  |  |  |                          |
|                  |                                          |  |                            |                                   |  |  |  |  |  |  |  |                          |
|                  |                                          |  |                            | Erik Karlsson Vasa                |  |  |  |  |  |  |  |                          |
|                  |                                          |  |                            |                                   |  |  |  |  |  |  |  |                          |
|                  | Ebba Eriksdotter                         |  |                            |                                   |  |  |  |  |  |  |  |                          |
|                  |                                          |  |                            |                                   |  |  |  |  |  |  |  |                          |
|                  |                                          |  |                            | Anna Karlsdotter                  |  |  |  |  |  |  |  |                          |
|                  |                                          |  |                            |                                   |  |  |  |  |  |  |  |                          |
| Kateřina Švédská |                                          |  |                            |                                   |  |  |  |  |  |  |  |                          |
|                  |                                          |  |                            |                                   |  |  |  |  |  |  |  |                          |
|                  |                                          |  | Jann II. Falcko-Simmernský |                                   |  |  |  |  |  |  |  |                          |
|                  |                                          |  |                            |                                   |  |  |  |  |  |  |  |                          |
|                  | Fridrich III. Falcký                     |  |                            |                                   |  |  |  |  |  |  |  |                          |
|                  |                                          |  |                            |                                   |  |  |  |  |  |  |  |                          |
|                  |                                          |  |                            | Beatrix Bádenská                  |  |  |  |  |  |  |  |                          |
|                  |                                          |  |                            |                                   |  |  |  |  |  |  |  |                          |
|                  | Ludvík VI. Falcký                        |  |                            |                                   |  |  |  |  |  |  |  |                          |
|                  |                                          |  |                            |                                   |  |  |  |  |  |  |  |                          |
|                  |                                          |  |                            | Kazimír Brandenbursko-Bayreuthská |  |  |  |  |  |  |  |                          |
|                  |                                          |  |                            |                                   |  |  |  |  |  |  |  |                          |
|                  | Marie Brandenbursko-Kulmbašská           |  |                            |                                   |  |  |  |  |  |  |  |                          |
|                  |                                          |  |                            |                                   |  |  |  |  |  |  |  |                          |
|                  |                                          |  |                            | Zuzana Bavorská                   |  |  |  |  |  |  |  |                          |
|                  |                                          |  |                            |                                   |  |  |  |  |  |  |  |                          |
|                  | Maria Falcká, vévodkyně ze Södermanlandu |  |                            |                                   |  |  |  |  |  |  |  |                          |
|                  |                                          |  |                            |                                   |  |  |  |  |  |  |  |                          |
|                  |                                          |  |                            | Vilém II. Hesenský                |  |  |  |  |  |  |  |                          |
|                  |                                          |  |                            |                                   |  |  |  |  |  |  |  |                          |
|                  | Filip I. Hesenský                        |  |                            |                                   |  |  |  |  |  |  |  |                          |
|                  |                                          |  |                            |                                   |  |  |  |  |  |  |  |                          |
|                  |                                          |  |                            | Anna Meklenbursko-Zvěřínská       |  |  |  |  |  |  |  |                          |
|                  |                                          |  |                            |                                   |  |  |  |  |  |  |  |                          |
|                  | Alžběta Hesenská                         |  |                            |                                   |  |  |  |  |  |  |  |                          |
|                  |                                          |  |                            |                                   |  |  |  |  |  |  |  |                          |
|                  |                                          |  |                            | Jiří Saský                        |  |  |  |  |  |  |  |                          |
|                  |                                          |  |                            |                                   |  |  |  |  |  |  |  |                          |
|                  | Kristýna Saská                           |  |                            |                                   |  |  |  |  |  |  |  |                          |
|                  |                                          |  |                            |                                   |  |  |  |  |  |  |  |                          |
|                  |                                          |  |                            | Barbora Jagellonská               |  |  |  |  |  |  |  |                          |
|                  |                                          |  |                            |                                   |  |  |  |  |  |  |  |                          |